# Hydata elegans
Hydata elegans är en fjärilsart som beskrevs av Max Joseph Bastelberger 1911. Hydata elegans ingår i släktet Hydata och familjen mätare. Inga underarter finns listade i Catalogue of Life.